# Ameivula
Ameivula es un género de lagartos que pertenece a la familia Teiidae.

## Especies
Listadas alfabéticamente:
- Ameivula abalosi Cabrera, 2012
- Ameivula apipensis Arias, Recoder, Álvarez, Ethcepare, Quipildor, Lobo & Rodrigues, 2018
- Ameivula cipoensis Arias, de Carvalho, Zaher & Rodrigues, 2014
- Ameivula confusioniba Arias, de Carvalho, Zaher & Rodrigues, 2011
- Ameivula jalapensis  Colli, Giugliano, Mesquita & Franca, 2009
- Ameivula mumbuca  Colli et al., 2003
- Ameivula nativo  Rocha, Bergallo & Peccinini-Seale, 1997
- Ameivula nigrigula  Arias, de Carvalho, Rodrigues & Zaher, 2011
- Ameivula ocellifera  Spix, 1825
- Ameivula pyrrhogularis  Basto da Silva & Ávila-Pires, 2013
- Ameivula xacriaba  Arias, Texeira Jr., Recoder, de Carvalho, Zaher & Rodrigues, 2014